# Fiji
HMS Fiji (taktische Kennung: C58) war ein Leichter Kreuzer der Crown-Colony-Klasse der britischen Royal Navy. Sie wurde im Zweiten Weltkrieg eingesetzt und sank im Mai 1941 nach einem deutschen Luftangriff bei Kreta. Sie war das einzige Schiff der Royal Navy, das je diesen Namen trug.

## Bau
Die Fiji wurde auf der Werft von John Brown & Company in Clydebank auf Kiel gelegt und am 31. Mai 1939 vom Stapel gelassen. Sie wurde am 5. Mai 1940 als erstes Schiff der Crown-Colony-Klasse in Dienst gestellt, die deshalb manchmal auch als Fiji-Klasse bezeichnet wird. Nach der Indienststellung wurde sie anfänglich der Home Fleet zugeteilt.

## Einsätze
Am 31. August 1940 stach die Fiji mit Kurs auf die afrikanische Atlantikküste in See, um an der Operation Menace, einem Angriff auf den Hafen von Dakar, teilzunehmen. Ehe sie sich allerdings der Kampfgruppe anschließen konnte, wurde sie am 1. September durch einen Torpedo des deutschen U-Boots U 32 so schwer beschädigt, dass sie zur Reparatur nach Großbritannien zurückkehren musste. Die Reparaturarbeiten nahmen die nächsten sechs Monate in Anspruch, wobei die Fiji mit einem Radar vom Typ 279 und einer, wenn auch nur minimal, verbesserten Flugabwehr-Bewaffnung ausgerüstet wurde.
Im März 1941 war sie wieder einsatzfähig und wurde beauftragt, die Dänemarkstraße zu überwachen. Sie verpasste das heimkehrende deutsche Panzerschiff Admiral Scheer, und im April wurde sie zur Force H abgeordnet, um die schweren deutschen Schiffe zu blockieren, die zu der Zeit in Brest stationiert waren. Zusammen mit den Schiffen der Force H nahm sie anschließend Kurs auf das Mittelmeer, um die Versorgung der Insel Malta durch Konvois sicherzustellen.

## Untergang
Nach der Erledigung dieser Aufgaben war die Fiji an der Luftlandeschlacht um Kreta beteiligt.
Am 22. Mai 1941, kurz nach dem Verlust der Gloucester, war sie zusammen mit den Zerstörern Kandahar und Kingston in Kämpfe verwickelt, in deren Verlauf eine Ju 88 abgeschossen und zwei weitere beschädigt wurden. Bei der Abwehr der zwei Stunden anhaltenden zahlreichen Luftangriffe brauchte die Fiji ihre gesamte Flugabwehrmunition auf. Sie wurde von Messerschmitt Bf 109 mit Bomben angegriffen und erhielt mehrere Bombentreffer, ehe eine Maschine des Jagdgeschwaders 77 eine Bombe unmittelbar neben ihre Backbordseite warf. Der Explosionsdruck drückte die Bodenplatten der Fiji ein und das durch die geborstenen Nietengänge eindringende Wasser verursachte eine Krängung nach Backbord. Das Schiff verlor Fahrt und blieb liegen. Da die 10,2-cm-Munition so gut wie aufgebraucht war, war die Fiji praktisch wehrlos. Ein Junkers Ju 87 traf sie mit drei Bomben. Kommandant William-Powlett gab den Befehl zum Verlassen des Schiffs und um 20:15 Uhr kenterte die Fiji und sank. (Lage) Die Zerstörer zogen sich nach Süden zurück, nachdem sie vorher noch Rettungsflöße für die Überlebenden abgeworfen hatten. Sie kehrten nach Einbruch der Dunkelheit zurück und retteten 523 Überlebende. 241 Besatzungsmitglieder waren mit dem Schiff untergegangen.